# Pseudothyridium
Pseudothyridium är ett släkte av skalbaggar. Pseudothyridium ingår i familjen Rutelidae.

## Dottertaxa tillPseudothyridium, i alfabetisk ordning[1]
- Pseudothyridium arnaudi
- Pseudothyridium bogotense
- Pseudothyridium bouchardi
- Pseudothyridium buchwaldi
- Pseudothyridium centralis
- Pseudothyridium curoei
- Pseudothyridium cyanipes
- Pseudothyridium cyanitarse
- Pseudothyridium deplanatum
- Pseudothyridium desfontainei
- Pseudothyridium deuvei
- Pseudothyridium diversipes
- Pseudothyridium ericki
- Pseudothyridium feyeri
- Pseudothyridium folschveilleri
- Pseudothyridium hennezeli
- Pseudothyridium hirtum
- Pseudothyridium impunctatum
- Pseudothyridium ismaeli
- Pseudothyridium jeanneae
- Pseudothyridium jossi
- Pseudothyridium juanjosei
- Pseudothyridium lineatum
- Pseudothyridium lydierigoutae
- Pseudothyridium menieri
- Pseudothyridium metallicum
- Pseudothyridium minettii
- Pseudothyridium oblongum
- Pseudothyridium pelissiei
- Pseudothyridium pokornyi
- Pseudothyridium punctatissimum
- Pseudothyridium quentini
- Pseudothyridium sabatinellii
- Pseudothyridium sapphirinum
- Pseudothyridium semicinctum
- Pseudothyridium solisi
- Pseudothyridium vandemergheli
- Pseudothyridium widenti
- Pseudothyridium violaceipes
- Pseudothyridium vulcanum